# Condado de Union (Arkansas)
O Condado de Union é um dos 75 condados do estado americano do Arkansas. Sua sede de condado é El Dorado.
O condado possui uma área de 2 732 km² (dos quais 41 km² estão cobertos por água), uma população de 45 629 habitantes, e uma densidade populacional de 17 hab/km² (segundo o censo nacional de 2000).
O condado foi fundado em 2 de novembro de 1829.